# Elementär matris
Inom matematiken är elementära matriser matriser som skiljer sig från enhetsmatrisen med avseende på en elementär radoperation. Matrismultiplikation av en matris med en elementär matris från vänster svarar mot en elementär radoperation och multiplikation från höger svarar mot en elementär kolumnoperation.

## Ekvationssystemlösning
Elementära radoperationer ändrar inte lösningsmängden till ett linjärt ekvationssystem, något som utnyttjas vid Gausselimination. Varje radoperation som används vid Gausselimination motsvaras av en elementär matris.

## Radoperationer som elementära matriser
Det finns tre typer av elementära matriser som svarar mot tre olika elementära radoperationer:
- Radbyten, två rader byter plats:

{\displaystyle R_{i}\leftrightarrow R_{j}}
- Radmultiplikation, en rad multipliceras med en konstant:

{\displaystyle kR_{i}\rightarrow R_{i};\quad k\neq 0}
- Radaddition, en rad multipliceras med en konstant och adderas till en annan rad:

{\displaystyle R_{i}+kR_{j}\rightarrow R_{i};\quad i\neq j}

### Radbytesmatriser
En elementär matris som kastar om raderna i och j för en matris kan skrivas
{\displaystyle T_{i,j}={\begin{bmatrix}1&&&&&&&\\&\ddots &&&&&&\\&&0&&1&&\\&&&\ddots &&&&\\&&1&&0&&\\&&&&&&\ddots &\\&&&&&&&1\end{bmatrix}}}
Matrisen har ettor i diagonalen förutom för två rader där ettorna anger de rader som skall kastas om. {\displaystyle T_{i,j}} fås genom att kasta om raderna i och j i motsvarande enhetsmatris.

#### Egenskaper
- {\displaystyle T_{i,j}} är sin egen invers då {\displaystyle T_{i,j}^{2}=I}
- {\displaystyle \det T_{i,j}=-1}

#### Exempel
Nedanstående elementära matris byter plats på rad 1 och rad 2 i en 3×n-matris:
{\displaystyle T_{2,3}={\begin{bmatrix}0&1&0\\1&0&0\\0&0&1\end{bmatrix}}}
Multiplikation med en 3×4-matris A:
{\displaystyle T_{2,3}A={\begin{bmatrix}0&1&0\\1&0&0\\0&0&1\end{bmatrix}}{\begin{bmatrix}1&2&3&4\\2&3&4&5\\3&4&5&6\end{bmatrix}}={\begin{bmatrix}2&3&4&5\\1&2&3&4\\3&4&5&6\end{bmatrix}}}

### Radmultiplikationsmatriser
En elementär matris som multiplicerar en rad i med en konstant k kan skrivas
{\displaystyle T_{i}(k)={\begin{bmatrix}1&&&&&&&\\&\ddots &&&&&&\\&&1&&&&\\&&&k&&&&\\&&&&1&&\\&&&&&&\ddots &\\&&&&&&&1\end{bmatrix}}}
Matrisen kan bildas genom att rad i i motsvarande enhetsmatris multipliceras med k.

#### Egenskaper
- {\displaystyle T_{i}(k)^{-1}=T_{i}\left({\frac {1}{m}}\right)}
- Matrisen och dess invers är diagonal
- {\displaystyle \det T_{i}(k)=k}

#### Exempel
En elementär matris som multiplicerar rad 2 i en 3×n-matris med 3 kan skrivas som
{\displaystyle T_{2}(3)={\begin{bmatrix}1&0&0\\0&3&0\\0&0&1\end{bmatrix}}}
och multiplicerad med en 3×4-matris A
{\displaystyle T_{2}(3)A={\begin{bmatrix}1&0&0\\0&3&0\\0&0&1\end{bmatrix}}{\begin{bmatrix}1&2&3&4\\2&3&4&5\\3&4&5&6\end{bmatrix}}={\begin{bmatrix}1&2&3&4\\6&9&12&15\\3&4&5&6\end{bmatrix}}}

### Radadditionsmatriser
En matris som adderar rad j multiplicerad med m till rad i kan skrivas som
{\displaystyle T_{i,j}(m)={\begin{bmatrix}1&&&&&&&\\&\ddots &&&&&&\\&&1&&&&\\&&&\ddots &&&&\\&&m&&1&\\&&&&&&\ddots &\\&&&&&&&1\end{bmatrix}}}
Matrisen kan bildas från en enhetsmatris genom att rad j adderas till rad i m gånger.

#### Egenskaper
- {\displaystyle T_{i,j}(m)^{-1}=T_{i,j}(-m)\,}
- Matrisen och dess invers är triangulär
- {\displaystyle \det T_{i,j}=1}

#### Exempel
En matris som subtraherar rad 1 multiplicerad med 2 från rad 3 för en 3×n-matris kan skrivas
{\displaystyle T_{3,1}(-2)={\begin{bmatrix}1&0&0\\0&1&0\\-2&0&1\\\end{bmatrix}}}
och multiplicerad med en 3×4-matris A:
{\displaystyle T_{3,1}(-2)A={\begin{bmatrix}1&0&0\\0&1&0\\-2&0&1\end{bmatrix}}{\begin{bmatrix}1&2&3&4\\2&3&4&5\\3&4&5&6\end{bmatrix}}={\begin{bmatrix}1&2&3&4\\2&3&4&5\\1&0&-1&-2\end{bmatrix}}}